# Jean-Marie Agathine
Jean-Marie Agathine (24 marzo 1979) è un ex calciatore francese martinicano, di ruolo centrocampista.

## Carriera

### Nazionale
Ha debuttato in nazionale il 15 maggio 2001, in Giamaica-Martinica (1-0). Ha partecipato, con la nazionale, alla CONCACAF Gold Cup 2002. Ha collezionato in totale, con la maglia della nazionale, 7 presenze.